# Château de Citou
Le château de Citou est un château situé à Citou, en France.

## Description
Le château de Citou est un vieil édifice datant de XVIe siècle.

## Localisation
Le château est situé sur la commune de Citou, dans le département français de l'Aude.

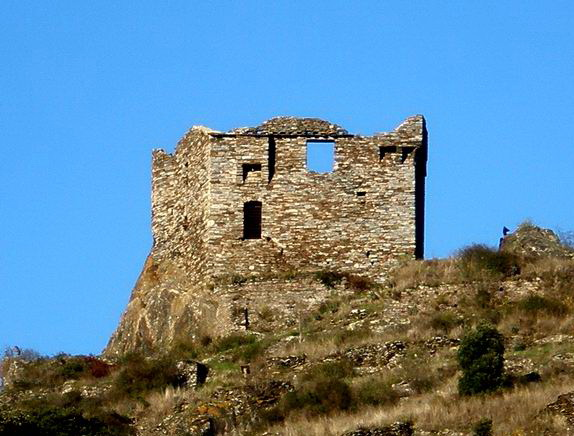

## Historique
L'édifice est inscrit au titre des monuments historiques en 1948.

Le château et ses abords sont inscrits au titre des sites naturels depuis 1942.